# دوريان أندرونيك
دوريان أندرونيك (بالرومانية: Dorian Andronic)‏ هو لاعب كرة قدم روماني في مركز الدفاع، ولد في 16 أكتوبر 1989 في سوتشافا في رومانيا. لعب مع نادي فاسلوي.

## وصلات خارجية
- دوريان أندرونيك على موقع قاعدة بيانات كرة القدم.إي يو (الإنجليزية)
- دوريان أندرونيك على موقع Soccerway.com (الإنجليزية)